# Список павильонов и сооружений на ВДНХ
В статье представлен список основных павильонов и сооружений на ВДНХ.

## Сооружения

### Фонтаны
| Изображение | Название                      | Переименования             | Авторы | Даты постройки и перестройки      |
| ----------- | ----------------------------- | -------------------------- | --- | --------------------------------- |
|             | 14 фонтанов центральной аллеи |                            | Архитекторы Г. В. Щуко, В. М. Куранов. | 1951—1954 реконструкция 2017—2018 |
|             | «Дружба народов»              | 1939—1954 — «Золотой сноп» | Архитекторы К. Т. Топуридзе, Г. Д. Константиновский, инженер-конструктор В. И. Калявин, скульпторы З. В. Баженова, А. И. Тенета, И. М. Чайков, З. В. Рылеева и В. П. Гаврилов. | 1951—1954 реконструкция 2018—2019 |
|             | «Каменный цветок»             |                            | Архитектор К. Т. Топуридзе, скульпторы П. И. Добрынин, З. В. Рылеева, В. В. Александрова-Рославлева.                                                                           | 1950—1954 реконструкция 2018—2019 |
|             | «Золотой колос»               |                            | Архитектор К. Т. Топуридзе, скульптор П. И. Добрынин. | 1950—1954 реконструкция 2017—2018 |

Кроме основных фонтанов, расположенных на площадях, на территории выставки имеются небольшие фонтаны при павильонах, в том числе «Мальчик с рыбой», «Хлопок» и другие. На площади Механизации (на месте монумента Сталину) в 1952 году сооружён бассейн (архитектор Л. С. Залесская).

### Входы
| Изображение | Современное название | Переименования                   | Авторы | Даты постройки и перестройки |
| ----------- | -------------------- | -------------------------------- | --- | ---------------------------- |
|             | Главный вход         |                                  | Архитектор И. Д. Мельчаков. Скульпторы Г. И. Мотовилов (рельефы на пилонах), С. М. Орлов, А. П. Антропов, Н. Л. Штамм, С. Л. Рабинович, И. Л. Слоним (скульптура тракториста и колхозницы).           | 1951—1954                    |
|             | Северный вход        | Бывший главный вход ВСХВ 1939 г. | Первоначально выстроен в 1937 году (архитектор В. К. Олтаржевский), в 1939 году разобран и выстроен заново. Архитектор Л. М. Поляков. Скульптор Г. И. Мотовилов (рельефы на пилонах; не сохранились). | 1937—1939                    |
|             | Южный вход           |                                  | Архитекторы В. Л. Воскресенский, Г. Г. Лебедев, Д. Г. Олтаржевский, А. Овчинников при консультации И. В. Жолтовского. Лепщик П. В. Грибков.                                                           | 1951—1954                    |
|             | Останкинские ворота  |                                  | | 1954                         |
|             | Хованские ворота     |                                  | | 1954                         |

### Павильоны и сооружения
| Изображение                                                           | №     | Современное название                                         | Переименования | Авторы | Даты постройки и перестройки |
| --------------------------------------------------------------------- | ----- | ------------------------------------------------------------ | --- | --- | --- |
|                                                                       | 1     | Центральный                                                  | 1954—1959 — «Главный». С 1959 — «Центральный». | Архитектор Ю. В. Щуко, инженер В. Е. Каплан при участии архитекторов Е. А. Столярова (фасады), С. И. Никулина, Р. А. Бегунца, П. Х. Платонова, Р. А. Никитина (интерьеры) | 1951—1954 |
|                                                                       | 2     | «Народное образование»                                       | 1954—1958 — «Северный Кавказ». 1959—1961 — «Академия Наук СССР». 1961—1966 — «Академия Наук СССР. Космос». С 1967 — «Народное образование». В 2005—2006 годах — «Грузия». | Архитектор С. Н. Полупанов. Скульптор А. И. Тенета. Главный художник павильона Д. П. Шухвостов. | 1951—1954 |
|                                                                       | 4     | «Киргизия»                                                   | 1954—1963 — «Эстонская ССР». 1964—2000-е — «Биология». С 2004 — «Кыргызстан». | Архитекторы Х. А. Арман, А. Х. Вольберг, П. Тарвас. Главный художник П. Э. Аавик. | 1952—1954 |
|                                                                       | 5     | «Физика»                                                     | 1954—1963 — «Латвийская ССР». С 1964 — «Физика». | Архитекторы А. Я. Айварс, В. И. Закис, К. Я. Плуксне. | 1952—1954 |
|                                                                       | 6     | «Абхазия»                                                    | 1954—1963 — «Литовская ССР». С 1964 по 2014 — «Химия». | Архитекторы Я. А. Кумпис, Ю. А. Лукошайтис и К. К. Шешельгис. | 1952—1954 |
|                                                                       | 7     | «Союзмультпарк»                                              | 1978—2020 — «Семена». С 2021 — «Союзмультпарк». | Архитекторы З. Арзамасова, Т. Петрова. | 1978 |
|                                                                       | 8     | «Юные натуралисты»                                           | 1954—1958 — «Юные натуралисты». 1959—1966 — «Юные натуралисты и техники». С 1967 — «Юные натуралисты». | Архитекторы Н. П. Гришин, Д. С. Витухин, А. С. Гольдин, Л. К. Игнатова, В.Г. Макаревич, А. Т. Полянский. | 1952—1954 |
| Павильон № 9 «Юные техники» на ВДНХ                                   | 9     | «Юные техники»                                               | 1954—1958 — «Торф». 1959—1966 — «Юные натуралисты и техники». | Архитектор В. В. Жаров. | 1949—1950 |
|                                                                       | 10    | «Стандарты»                                                  | 1954—1963 — «Молдавская ССР». С 1964 — «Стандарты». | Архитекторы Ф. П. Наумов, А. И. Захаров и В. П. Туканов. | 1952—1954 Реконструирован с установкой фальшфасада в 1967 году. Фальшфасад демонтирован с частичной реставрацией в 1997 году.         |
|                                                                       | 11    | «Металлургия»                                                | 1940—1941 — «Казахская ССР». 1954—1963 — «Казахская ССР». С 1964 — «Металлургия». | Архитекторы И. М. Петров, И. В. Куприянов, Т. К. Басенов при участии М. П. Александровской. Скульптор Аскар Сарыджа Хазбулат. Главный художник В. И. Киреев. | 1940—1954, Реконструирован с установкой фальшфасада в 1965—1967 годы. В 2014-2015 фальшфасад демонтирован с последующей реставрацией. |
|                                                                       | 12    | «Выставочный центр профсоюзов»                               | С 1987 по 1992 — «Советские профсоюзы». | Архитектор В. С. Кубасов. | 1987 |
|                                                                       | 13    | «Здравоохранение»                                            | 1939—1963 — «Армянская ССР». 1964—1966 — «Пищевая промышленность». 1967—1991 — «Здравоохранение СССР». С 1992 по 2014 — «Здоровье». | Архитекторы К. С. Алабян, С. А. Сафарян. | 1939—1955, реконструирован в 1962 году                                                                                                |
|                                                                       | 14    | «Азербайджан»                                                | 1939—1963 — «Азербайджанская ССР». С 1964 по 2014 — «Вычислительная техника». | Архитекторы С. А. Дадашев, М. А. Усейнов. Скульптор Ф. Абдурахманов. Главный художник павильона И. Г. Ахундов. | 1939—1954, В 1966 году реконструирован с установкой фальшфасада. В 2014-2015 фальшфасад демонтирован с последующей реставрацией.      |
|                                                                       | 15    | «Радиоэлектроника и связь»                                   | 1954—1958 — «Поволжье». С 1959 — «Радиоэлектроника и связь». | Архитекторы И. В. Яковлев и И. М. Шошенский. Скульпторы А. А. Стемпковский, Ю. П. Поммер, В. И. Дерунов. Витражи художников Е. В. Поповой и М. М. Лаврова. Главный художник Е. В. Яковлев. Авторы реконструкции — архитекторы В. М. Голштейн, И. М. Шошенский, инженеры В. А. Штабский, Б. Арияускис.                           | 1952—1954, Реконструирован с установкой фальшфасада в 1958 году. В 2014-2015 фальшфасад демонтирован с последующей реставрацией.      |
|                                                                       | 16    | «Гидрометеорология»                                          | С 1954—1990 годы — «Гидрометеослужба». С 1990-х — «Гидрометеорология». | Архитекторы С. М. Матвеев и Г. Н. Семёнов. | 1952—1954 |
|                                                                       | 17    | «Лесная промышленность»                                      | В 1954 — «Лесоразведение». 1955—1957 — «Лесное хозяйство». 1958—1963 — «Лесное хозяйство и деревообрабатывающая промышленность». 1964—1966 — «Лесная и деревообрабатывающая промышленность, Лесное хозяйство». С 1967 — «Лесная промышленность». | Архитектор В. В. Толкушкин, художник В. Памфилов | 1952—1954 |
|                                                                       | 18    | «Республика Беларусь»                                        | 1954—1963 — «Белорусская ССР». 1964—2000-е — «Электротехника». С 2000-х — «Республика Беларусь». | Архитекторы Г. А. Захаров и 3. С. Чернышёва, главный художник павильона А. Н. Гавриленко. Фрески во дворике «Народ Белоруссии построил социализм» — художников Б. Ф. Уитц и О. Т. Павленко с бригадой | 1952—1954 |
|                                                                       | 19    | «Главный демонстрационно-испытательный вычислительный центр» | С 1967 по 1976 — «Механизация и электрификация сельского хозяйства». | Архитектор И. М. Виноградский | 1966 |
|                                                                       | 20    | «Химическая промышленность»                                  | | Архитектор Б. С. Виленский, инженер Н. Я. Булкин | 1967 |
| Павильон № 21 «Газовая промышленность» на ВДНХ                        | 21    | «Газовая промышленность»                                     | 1954—1958 — «Картофель и овощи». 1959—1963 — «Сахарная и кондитерская промышленность». С 1964 — «Газовая промышленность». | Архитектор А. К. Ростковский. | 1952—1954, реконструирован в 1966 году                                                                                                |
| Павильон № 22 «Плодоовощеводство» на ВДНХ                             | 22    | «Плодоовощеводство»                                          | «Плодоовощеводство и картофелеводство». «Виноградарство и садоводство». | Архитекторы В. Богданов, В. Жук, при участии Б. С. Виленского | 1971 |
|                                                                       | 23    | Центр океанографии и морской биологии «Москвариум»           | Построен на месте павильона «Теплицестроение и овощеводство закрытого грунта». | | 2015 |
|                                                                       | 25    | «Нефтяная промышленность»                                    | 1954—1955 — «Сахарная свёкла». 1956—1957 — «Сахар». В 1958 — «Геология, Нефть, газ». 1959—1963 — «Нефть, газ». С 1964 — «Нефтяная промышленность». С 2019 — «Нефть». | Архитекторы А. А. Таций, И. М. Тамаркин, С. С. Ганешин. | 1953—1954; реконструирован в 2019 году                                                                                                |
|                                                                       | 26    | «Транспорт»                                                  | В 1937 — «Зерно». 1938—1941 — «Хлопок». 1954—1955 — «Земледелие». 1956—1957 — «Геология, Нефть, Химия». 1958—1966 — «Химическая промышленность». С 1967 — «Транспорт СССР». | Архитектор С. Н. Полупанов, П. П. Ревякин, А. И. Игнатьева, А. М. Громов, В. П. Туканов. Главный художник Г. Г. Савинов, скульптор Л. Писаревский | 1937—1954 |
|                                                                       | 27    | «Физкультура и спорт»                                        | В 1939 — «Международная организация помощи борцам революции (МОПР)» В 1941 — «Литовская ССР, Латвийская ССР и Эстонская ССР». С 1954 — «Физкультура и спорт». | Архитекторы М. 3. Краевский, Ф. Я. Бялостоцкая (Белостоцкая), художник В. А. Фаворский. | 1939—1940 |
| Павильон № 28 «Пчеловодство» на ВДНХ                                  | 28    | «Пчеловодство»                                               | 1954—1955 — торговый павильон «Главхлеб». 1959—1966 — «Павильон № 5 тематических выставок». С конца 1970-х или с 1980-х — «Пчеловодство». | Архитектор О. А. Стапран. | 1953 |
| Павильон № 29 «Цветоводство» на ВДНХ                                  | 29    | «Цветоводство и озеленение»                                  | | Архитекторы Л. М. Мариновский, И. М. Виноградский, А. М. Рыдаев | 1968—1971 |
|                                                                       | 30    | «Микробиологическая промышленность»                          | 1939—1941 — «Масличные культуры». 1954—1955 — «Хлопок». В 1959 — «Хлопчатобумажная и льняная промышленность». В 1962 — «Текстильная промышленность». С 1964 — «Микробиологическая промышленность». | Архитектор А. О. Колесниченко. Автор проекта реконструкции — В. М. Бочкарёв, главный художник Р. X. Поркшьян. | 1938—1939, реконструирован в 1954 году                                                                                                |
|                                                                       | 31    | «Геология»                                                   | 1954—1955 — «Лён, конопля и другие лубяные культуры». 1956—1957 — «Лубяная и шерстяная промышленность». В 1958 — «Льняная и шерстяная промышленность». С 1959 — «Геология». | Архитектор Л. Н. Павлов | 1953—1954 |
|                                                                       | 32—34 | «Космос / Машиностроение»                                    | 1939—1954 — «Механизация». 1954—1956 — «Механизация и электрификация сельского хозяйства СССР». 1956—1959 — «Машиностроение». 1960 — «Градостроительство». 1961—1967 — «Машиностроение». С 1967 — «Космос» и «Машиностроение». | Архитекторы В. С. Андреев, И. Г. Таранов, Н. А. Быкова. Главный конструктор М. М. Лимановский; конструктор купола Г. Б. Гордон. Скульпторы С. М. Орлов, А. П. Антропов, С. Л. Рабинович, И. Л. Слоним, Н. Л. Штамм, П. И. Добрынин, Н. В. Томский с бригадой в составе М. Ф. Бабурин, Д. П. Шварц, В. Е. Цигаль, Л. Е. Кербель. | 1938—1939, реконструирован в 1954 году                                                                                                |
|                                                                       | 33    | Выставочный зал                                              | | | |
|                                                                       | 35    | «Табак»                                                      | 1954—1958 — «Главтабак» С 1959 — «Табак». | Архитектор В. С. Кондратьев. | 1954 |
|                                                                       | 36    | «Переработка продукции сельского хозяйства»                  | 1954 год — «Водное хозяйство». 1970-е годы — «Мелиорация и водное хозяйство». С 1980-х годов — «Переработка продукции сельского хозяйства» | Архитекторы П. П. Ревякин и Ю. Н. Шевердяев. | 1952—1954 |
| Павильон № 37 «Птицеводство» на ВДНХ                                  | 37    | «Птицеводство»                                               | | | 1968 |
|                                                                       | 38    | Выставочно-аквариальный комплекс («Рыболовство»)             | Не переименовывался | Архитекторы Ю. Галустян, Ю. Ивлев. | 1985 |
| Павильон № 39 «Прудовое хозяйство» на ВДНХ                            | 39    | «Прудовое хозяйство»                                         | «Колхозная ГЭС». С 1980-х годов «Прудовое хозяйство» | | 1954 |
| Павильон № 40 «Хлебопродукты» на ВДНХ                                 | 40    | «Хлебопродукты»                                              | 1954 год «Коневодство 3». С 1990-х «Хлебопродукты» | Архитектор М. М. Титов. | 1953 |
|                                                                       | 41    | «Корма»                                                      | 1954 — «Коневодство № 1» | Архитектор М. М. Титов. | 1953 |
| Павильон № 42 «Животноводство» на ВДНХ                                | 42    | «Животноводство»                                             | С 1954 по 1958 — «Манеж». С 1959 по 1962 — «Корма». В 1964—1966 — годах «Коневодство». С 1967 — «Животноводство». | Архитектор В. Маргулис. | 1953 При реконструкции в 1970-х годах добавлена пристройка из стекла и бетона.                                                        |
|                                                                       | 43    | «Коневодство»                                                | С 1954 по 1959 годы — «Коневодство № 2». С 1959 по 1966 годы — «Животноводство». В наше время — «Коневодство» и «Конно-спортивная школа». | Архитектор М. М. Титов. | 1953 |
|                                                                       | 44    | «Кролиководство»                                             | 1954 год — «Кролиководство». 1970—1980-е годы — «Кролиководство и пушное звероводство». | Архитекторы А. И. Зайцев, И. С. Теплятников. | 1952—1954 |
|                                                                       | 45    | «Охота и звероводство» (сгорел в мае 2005 года)              | 1939—1959 — «Охота и Звероводство». С 1959 по 2005 — «Охота и Охотничье хозяйство». | Архитектор И. А. Петров. | 1937—1954 |
|                                                                       | 46    | «Экономика и организация АПК»                                | | Архитекторы Архипов, Н. Н. Перевозникова, инженер Томилина | 1966—1967 |
|                                                                       | 47    | «Свиноводство»                                               | С 1954 года — «Свиноводство № 1». | Архитекторы А. О. Колесниченко и Г. Г. Савинов. | 1953 |
|                                                                       | 48    | «Овцеводство»                                                | С 1954 года — «Оцвеводство 1». | Архитекторы А. О. Колесниченко и Г. Г. Савинов. | 1953 |
| Павильон № 49 «Воспроизводство сельскохозяйственных животных» на ВДНХ | 49    | «Воспроизводство сельскохозяйственных животных»              | 1954 год — «Овцеводство 2». На схеме 1970-х годов — «Технические культуры». «Картофель и овощи». В пристройке с 1959 года — «Воспроизводство сельскохозяйственных животных». | Архитекторы А. О. Колесниченко и Г. Г. Савинов. | 1953 |
|                                                                       | 50    | «Молочная промышленность»                                    | 1954 год — «Молочный завод». С 1959 года — «Молочная промышленность». | Архитектор С. Н. Шуган; инженеры — Х. Х. Хан, А. С. Шиген. | 1954 |
|                                                                       | 51    | «Мясная промышленность»                                      | 1954 год — «Главмясо», с 1959 года — «Мясная промышленность». | Архитекторы В. М. Лисицын и С. Г. Чернобой, скульптор Н. А. Конгисер. | 1951—1954 |
| Павильон № 53 «Крупный рогатый скот» на ВДНХ                          | 52—53 | «Крупный рогатый скот»                                       | 1954 год — павильоны «Крупный рогатый скот 3 и 2». А также и павильон «Молодняк крупного рогатого скота». 1959 год — «Павильон № 3 тематических выставок». | Архитекторы А. О. Колесниченко и Г. Г. Савинов. | 1953 |
|                                                                       | 54    | «Крупный рогатый скот»                                       | С 1954 года — «Крупный рогатый скот № 1». | Архитекторы А. О. Колесниченко и Г. Г. Савинов. | 1953 |
|                                                                       | 55    | «Электрификация»                                             | С 1949 года — по 1966 год «Животноводство» | Архитектор П. П. Ревякин Автор реконструкции — архитектор Л. И. Браславский. | 1966 |
|                                                                       | 57    | Выставка «Россия — моя история»                              | До 1992 года — «Товары народного потребления», «Промышленность товаров народного потребления». | | 1966 |
|                                                                       | 58    | «Земледелие»                                                 | С 1939 по 1941 — «Украинская ССР». С 1954 по 1963 — «Украинская ССР». С 1964 — «Земледелие». | Архитекторы А. А. Таций, Н. Иващенко. | 1952—1954 |
|                                                                       | 59    | «Зерно»                                                      | С 1939 по 1941 — «Московская, Тульская и Рязанская области». С 1954 по 1958 — «Московская, Тульская, Калужская, Рязанская и Брянская области». С 1959 по 1961 — «Московская область». С 1962 по 1963 — «Земледелие». С 1964 — «Зерно». | Архитектор Д. Н. Чечулин. Скульпторы Н. В. Томский с бригадой М. Ф. Бабурин, Д. П. Шварц, В. Е. Цигаль, Л. Е. Кербель. Главный художник С. Л. Исаков. | 1938—1954 |
| Павильон № 60 «Потребительская кооперация» на ВДНХ                    | 60    | «Потребительская кооперация»                                 | Проектное название — «Тульская, Рязанская, Калужская и Брянская области». С 1954 по 1958 — «Центральные чернозёмные области». С 1959 до середины 1970-х или до начала 1980-х — «Центросоюз». С 1980-х — «Потребительская кооперация». | Архитекторы П. П. Штеллер и В. В. Лебедев. Скульпторы А. Л. Малахин, Ш. А. Муратов, Б. Е. Каплянский. Главный художник павильона — Ф. И. Арбузов. | 1952—1954 |
|                                                                       | 61    | «Центросоюз»                                                 | С 1954 по 1955 — «Центросоюз». С 1955 по 1963 — «Атомная энергия в мирных целях». С 1963 по 1964 — «Механизация сельского хозяйства СССР». С 1964 по 1992 — «Лёгкая промышленность». | Архитекторы Р. Р. Кликс и Б. С. Виленский. | 1952—1953 |
|                                                                       | 62    | «Охрана природы»                                             | С 1954 по 1955 — «Строительные материалы». С 1956 по 1963 — «Атомная энергия в мирных целях». С 1964 по 1966 — «Лёгкая промышленность». С 1967 по настоящее время — «Охрана природы». | Архитекторы Г. И. Луцкий, Л. И. Лоповок Инженер С. Г. Кривин скульпторы М. Е. Ярославская, В. М. Соломонович, А. Н. Загарбынин, А. И. Народницкий главный художник П. Н. Исаев. | 1954 |
| Павильон № 63 «Машиноремонтная мастерская» на ВДНХ                    | 63    | «Машиноремонтная мастерская»                                 | С 1954 по 1955 — «Машино-тракторная мастерская». С 1956 по 1962 — «Машиноремонтная мастерская». В 1963 — «Машиноремонтная мастерская / Механизация Сельского хозяйства ССР». С 1964 по 1966 — «Машиноремонтная мастерская». В 1970-е — «Производственно-техническое обслуживание сельскохозяйственного производства». С 1980-х — «Обслуживание сельскохозяйственной техники». | | 1952—1953 |
|                                                                       | 64    | «Оптика»                                                     | С 1939 по 1941 — «Ленинград и Северо-Восток РСФСР». С 1954 по 1958 — «Ленинград и Северо-Запад РСФСР». С 1959 по 1966 — «Образование в СССР». С 1967 по 1982 — «Экономика сельского хозяйства». С 1982 — «Оптика». | Архитектор Е. А. Левинсон при участии И. 3. Вильнера. | 1937, реконструирован в 1954 году |
|                                                                       | 65    | «Профтехобразование» (сейчас на его месте «Город мастеров»)  | С 1937 по 1941 — «Сибирь». С 1954 по 1958 — «Урал». С 1959 по 1962 — «Трудовые резервы». С 1963 по 1992 — «Профессионально-Техническое образование». | Архитектор А. П. Ершов. | 1937—1954 |
|                                                                       | 66    | «Культура»                                                   | С 1954 по 1963 — «Узбекская ССР». С 1964 — «Культура». | Архитектор С. Н. Полупанов. | 1952—1954 |
|                                                                       | 67    | «Карелия»                                                    | С 1954 по июнь 1956 — «Карело-Финская ССР». В 1956 — «Карельская АССР». В 1957 — «Наука». В 1958 — «Академия наук СССР. Наука». С 1959 по 1963 — «РСФСР. Культура и быт». С 1964 по 1966 — «Целлюлозно-бумажная промышленность и лесохимическая промышленность». С 1967 — «Советская печать». С 2003 — года «Карелия».                                                        | Архитектор Ф. И. Рехмуков при участии А. Я. Резниченко. | 1952—1954 |
|                                                                       | 68    | «Армения»                                                    | С 1954 по 1958 — «Сибирь». С 1959 по 1963 — «РСФСР. Промышленность». С 1964 по 1966 — «Топливная промышленность». С 1967 по 2000-е — «Угольная промышленность». С начала 2000-х — «Армения». | Архитекторы Р. Р. Кликс, В. М. Таушканов, скульпторы И. А. Рабинович, Л. М. Писаревский, З. С. Снигирь, О. К. Сомова, Т. Ф. Смотрова, Н. И. Абакумцев, главный художник Г. Б. Гусак | 1952—1954 |
|                                                                       | 70    | «Москва»                                                     | | Архитекторы М. В. Посохин, А. А. Мндоянц, Б. И. Тхор, художник Р. Р. Кликс . | 1968 |
|                                                                       | 71    | «Атомная энергия»                                            | С 1954 по 1958 — «РСФСР». С 1959 по 1963 — «РСФСР. Сельское Хозяйство». С 1964 — «Атомная энергия». | Архитекторы Р. А. Бегунц, С. И. Никулин, инженер-конструктор В. Е. Каплан, скульпторы П. И. Бондаренко, П. В. Кениг, художники Б. Ф. Уитц, О. Т. Павленко, Г. И. Опрышко, Н. Л. Бабасюк. | 1952—1954 |
| Круговая кинопанорама                                                 | 74    | Круговая панорама                                            | | Архитектор Н. Стригалев, инженер Г. Муратов | 1959 |
|                                                                       | 75    | Международный выставочный центр МосЭкспо                     | | | 2008 |
|                                                                       | 78    | «Книга»                                                      | В 1954 — «Книжный магазин» | | 1954 |
|                                                                       | 84    | Дом культуры ВДНХ                                            | 1954 год — Колхозный дом культуры (Дом Культуры ВСХВ). 1959 год — Колхозный дом культуры (Дом Культуры ВДНХ СССР). 1964 год — Дом Культуры ВДНХ СССР. 1993 год — Дом Культуры ВВЦ. | Архитекторы Л. Н. Авдотьин, Ю. П. Корнеев, В. И. Копырин. | 1953 |
|                                                                       | 97    | Шахматный клуб                                               | Не переименовывался | | 2015 |
|                                                                       | 284   | Ресторан «Золотой колос»                                     | | Архитектор А. В. Ефимов | 1939—1954 |
|                                                                       | 311   | «Шелководство»                                               | 1939 год — «Шелководство». 1940 год — «Молдавская ССР». 1954 год — «Шелководство». С 2016 года — ресторан «Оттепель». | Архитекторы О. Н. Русаков, Л. П. Гулецкая, художники Е. Е. Лансере, К. И. Белогурова | 1939 |
|                                                                       | 421   | Департамент молодёжных программ                              | 1939 — Образцовый «Колхозный клуб», 1954 — Экскурсионное бюро | Архитектор Н. Я. Колли | 1939 |
|                                                                       | 422   | «Дом приёмов»                                                | 1954 год — Торговый павильон «Главкондитер», «Главсахар». 1964 год — «Иностранный отдел ВДНХ СССР». | Архитекторы А. Б. Борецкий, Е. А. Розенблюм Скульптор М. Е. Ярославская Художник Г. И. Опрышко | 1953 |
|                                                                       | 500   | Храм-часовня Святителя Василия Великого                      | 2001 год — часовня. 2011 год — после пристройки алтарной части часовня освящена как церковь. | Архитектор А. Н. Оболенский. | 2001 |
|                                                                       | 510   | «Гастроном»                                                  | 1954 год — Торговый павильон «Главконсерв». 1958 год — «Консервы». С 1959 года — «Гастроном». | Архитектор Г. Н. Есменский. | 1953 |
|                                                                       | 511   | Особняк Якубова                                              | Ресторан «Ассоль» Ресторан «Рыбный» (1971) Ресторан «Океан» (1984) | | 2006 |
|                                                                       | 512   | «Садко»                                                      | Узбеквино | Архитектор С. Н. Полупанов | 1954 |
|                                                                       | 518   | Кафе «Лето»                                                  | 1939 год — Столовая. 1954 год — «Чайная № 2». С 1955 по середину 1990-х годов — кафе «Лето». В 2000-е — ресторан «Астория». | Архитектор Л. И. Мариновский. | 1939—1954 |
|                                                                       | 524   | Кафе «Лебедь»                                                | 1954 год — «Чайная № 1». С 1955 года — Кафе «Лебедь». | Архитектор А. В. Ефимов. | 1953 |
|                                                                       | 529   | Шашлычная «Владикавказ»                                      | Киоск Азсовхозтреста (1939) | Архитектор М. А. Усейнов | 1939—1954 |
|                                                                       | 545   | Зелёный театр                                                | | Архитекторы Б. В. Ефимович, И. В. Иванова | 1939—1954 |
|                                                                       | —     | «Рабочий и колхозница»                                       | С 1938 по 2003 год постамент не имел функции павильона | Архитектор Борис Иофан Скульптор Вера Мухина | 2009 |

#### Особняк Якубова
Владельцем трёхэтажного особняка является предприниматель Яков Якубов. «Замок» был возведен незаконно на территории ВДНХ и располагается между павильонами «Рыболовство» и «Кролиководство». Появился в 2006 году на месте ресторана «Ассоль» и лодочной станции. С 2012 года Яков Якубов пытался зарегистрировать землю и таким образом легализовать объект, по поводу чего было несколько рассмотрений в арбитражных судах. Но в ноябре 2014 г. в суде удалось вернуть участок в собственность ВДНХ. Сейчас в нём уже никто не живёт, и, возможно, его получится использовать как музей.

### Памятники
- Рабочий и колхозница (1938, Вера Мухина)[70]
- В. И. Ленину (1954, Архитектор — Р. Р. Гаспарян, скульптор — П. П. Яцыно.)[73]
- Ивану Мичурину (1954, Дмитрий Жилов)[74]
- Монумент в память о погибших в ВОВ сотрудниках выставки (2019, скульптор Кирилл Чижов)[75].

## Утраченные павильоны и сооружения
| Изображение | Название | Даты постройки, перестройки, авторы | Дата утраты     | Причина утраты |
| ----------- | --- | --- | --------------- | -------------- |
|             | «Советская Арктика» | Архитектор Б. С. Виленский | 1941            | Пожар          |
|             | Памятник И. В. Сталину | 1939, И. Г. Таранов, С. Д. Меркуров | 1951            | Демонтаж       |
|             | «Дорожное строительство» | | 1954            | Снос           |
|             | «Главхладпром» | | 1954            | Снос           |
|             | «Печать» | Архитектор В. М. Гальперин | 1954            | Снос           |
|             | «Грузинская ССР» (Садоводство, виноградарство и пчеловодство) | 1937—1939; 1954 — реконструкция, архитекторы А. Г. Куридиани, Г. И. Лежава                                                                        | 8 сентября 1966 | Пожар          |
|             | «Киргизская ССР» | 1930-е, архитектор А. С. Плотников; 1950-е — реконструкция, архитекторы К. Р. Галиев, А. М. Альбанский                                            | 1965            | Снос           |
|             | «Туркменская ССР» | 1938, архитектор В. А. Ашастин; 1951—1952 — реконструкция интерьеров                                                                              | 1965            | Снос           |
|             | «Татарская АССР» | 1938; 1950-е — реконструкция, архитекторы А. П. Ершов, И. Г. Гайнутдинов                                                                          | 1965            | Снос           |
|             | «Таджикская ССР» | 1939, архитекторы М. А. Захаров, А. Е. Антоненко; 1950, архитекторы Е. Д. Капустян, А. Б. Карычев                                                 | 1966            | Снос           |
|             | «Башкирская АССР» | 1930-е, архитекторы М. Ф. Оленев, Г. П. Гольц; 1950-е — реконструкция                                                                             | 1965            | Снос           |
|             | «Центральные области» | | 1965            | Снос           |
|             | «Северо-восточные области» | 1930-е, архитектор Г. Я. Чалтыкьян; 1950-е — реконструкция, архитектор А. В. Данилов                                                              | 1965            | Снос           |
|             | Торговый павильон Украинской ССР (Укркультторг) | | 1965            | Снос           |
|             | Торговый павильон Главфруктминвода | | ?               | ?              |
|             | «Совхозы» (позднее — «Транспорт») | 1939; 1950-е — реконструкция, архитектор О. Н. Русаков                                                                                            | 1965            | Снос           |
|             | «Зерно» с вегетационным домиком, посевами и площадкой для показа машин (с 1956 — «Лёгкая промышленность») | 1950-е, архитектор А. Ф. Жуков, при участии А. А. Гравеса                                                                                         | 1965            | Снос           |
|             | «Птицеводство» | | 1966            | Снос           |
|             | Индюшатник | | 1966            | Снос           |
|             | Гусятник | | 1966            | Снос           |
|             | Цыплятник | | 1966            | Снос           |
|             | Утятник | | 1966            | Снос           |
|             | Птичник | | 1966            | Снос           |
|             | «Рекордистки» с вольерами | | 1966            | Снос           |
|             | Типовая инкубаторно-птицеводческая станция | | 1966            | Снос           |
|             | Передвижные домики для полевого содержания птиц | | 1966            | Снос           |
|             | Колхозный курятник | | 1966            | Снос           |
|             | «Цветоводство и озеленение» с оранжереей субтропиков | 1950-е, архитекторы В. И. Копырин, В. Н. Степанов                                                                                                 | 1967            | Снос           |
|             | «Виноградарство и виноделие» | 1930-е; 1950-е — ремонт | 1967            | Снос           |
|             | ОСВОДА (общество спасания на водах) | | 1960-е          | Снос           |
|             | «Садоводство» | 1950-е, архитекторы Г. И. Луцкий, К. Т. Топуридзе                                                                                                 | 1960-е — 1980-е | Снос           |
|             | «Пчеловодство» с пасекой | 1930-е; 1950-е — ремонт, архитекторы Г. И. Луцкий, К. Т. Топуридзе)                                                                               | 1970-е          | Снос           |
|             | «Собаководство» | 1930-е | 1970-е          | Снос           |
|             | «Дальний Восток» (с 1959 — «Советская книга», с 1963 — «Советская печать»; в 1967—1977 — выставочный зал павильона «Советская культура») | 1937, архитектор И. А. Француз, перестроен в 1938—1939, архитекторы А. Ф. Жуков, С. Б. Знаменский; 1950-е — реконструкция, архитектор А. Ф. Жуков | 1977            | Пожар          |
|             | Полезащитные полосы[уточнить] и поля севооборота | | 1970-е — 1980-е | Пожар          |
|             | «Рыбное хозяйство» | архитектор И. А. Француз | 1980-е          | Снос           |
|             | «Прудовое хозяйство» | | 1980-е          | Снос           |
|             | «Водное хозяйство» с Колхозными ГЭС | | 1950-е          | Снос           |
|             | «Масличные и технические культуры» (Труд и отдых) | 1930-е; 1954 — реконструкция, архитектор А. О. Колесниченко В 1969 году получил фальшфасад из алюминия.                                           | 1980-е          | Снос           |
|             | «Главпиво» | | 1980-е          | Снос           |
|             | «Узбекская чайхана» | 1939; 1954 — перестройка, архитектор С. Н. Полупанов                                                                                              | 1980-е          | Снос           |
|             | «Главликёрводка» | 1939, архитектор И. А. Француз | 1980-е          | Снос           |
|             | «Главхладопром» | 1951, архитектор А. А. Бельский | 1980-е          | Снос           |
|             | Магазин подарков | | 1980-е          | Снос           |
|             | Кинотеатр (большой) | | 1980-е          | Снос           |
|             | Кинотеатр (малый) | | 1980-е          | Снос           |
|             | «Мороженое» | | 1986            | Пожар          |
|             | Эстрадный театр | | 1990-е          | Пожар          |
|             | Ресторан «Рыбный» | | 1990-е          | Пожар          |
|             | «Сибирь» («Профтехобразование», «Урал») | 1930-е; 1954, архитектор А. П. Ершов | 1992—1993       | Пожар          |
|             | «Охота и звероводство» | 1939, архитектор И. М. Петров | 2005            | Пожар          |
|             | Самолёт Ту-154 борт СССР-85005 | 1970, Авиакор, Куйбышев, СССР. | 2008            | Утилизация     |
|             | «Ветеринария» (павильон № 56; в 1939—1941 — «Ветеринария и искусственное осеменение»; в 1954—1955 — «Ветеринария и зоотехния»; в 1956—1958 — «Ветеринария/Медицинская промышленность». в 1959—1966 — «Здравоохранение и медицинская промышленность»; в 1967—30 августа 2011 — «Ветеринария») | 1937—1954, автор — художник А. С. Магидсон. Авторы реконструкции — архитектор А. О. Колесниченко. Художник С. Я. Сенькин                          | 2011            | Пожар          |
|             | Фонтан «Медицина» | | 2011            | Снос           |
|             | Теплицы и парники | | 2012—2013       | Снос           |
|             | «Теплицестроение и овощеводство защищённого грунта» (№ 23) | 1939 | 2013            | Снос           |
|             | «Судостроение» (№ 24) | 1967, Архитекторы И. М. Виноградский, А. М. Рыдаев и Г. В. Астафьев                                                                               | 2014            | Снос           |
|             | «Ресурсосбережение» | 1987 (недостроен), Архитектор А. В. Боков | 2017            | Снос           |